# Convento de Santa María La Bella
Santa María La Bella fue un convento de la Orden Franciscana ubicado en el municipio de Lepe, provincia de Huelva. Fue edificado entre el puerto de El Terrón y la Torre del Catalán, cerca de la antigua desembocadura del río Piedras.
Fue edificado en 1513 para sustituir a otro convento cercano del siglo XV. Acogió frailes desde su fundación hasta su desamortización en 1835. Tras esta fue abandonado y quedó en ruinas, en torno a las que se celebra anualmente la Romería en honor a la Virgen de la Bella, imagen de advocación mariana que había sido custodiada en este convento. 

## Descripción

### Edificio
No se conservan pinturas ni grabados sobre la estructura del edificio, aunque sí un inventario de 1813 sobre los bienes confiscados el 19 de diciembre de 1812 y que pasaron a estar temporalmente en posesión del ayuntamiento. Se trataba de un edificio en torno a un patio con aljibe y contenía diecisiete celdas, refectorio, cocina, corral y despensa. El templo era de un cañón, con tres retablos y hornacinas laterales y coro alto. Se tiene constancia del uso de mármol, ladrillo y madera como materiales constructivos del edificio, aunque se desconoce su distribución.

### Bienes muebles
El retablo mayor estaba dedicado a la Virgen de la Bella y fue labrado en 1689 por Juan de Oviedo. Estaba adornado por dos columnas salomónicas que fueron aprovechadas por el tallista Francisco Domínguez Rodríguez en 1958-1961 para la construcción del actual retablo de la imagen de la virgen en la iglesia de Santo Domingo de Guzmán. También fue aprovechado el camarín, de estilo rococó y restaurado por Luis Sánchez Jiménez en 1976.
En las hornacinas laterales se ubicaban las imágenes de San Francisco de Asís y de San Diego de Alcalá. Esta última se conservaba en la iglesia de Santo Domingo de Guzmán, aunque fue trasladada a la ermita de la Bella en 2016 debido a la restauración de aquella.
El coro alto contaba con sillería de madera, facistol (atril grande donde se coloca el libro de canto en las iglesias) y órgano.
En el convento se custodiaba una corona de Enrique VII de Inglaterra, donada por Juan de Lepe en el XVI y posteriormente en posesión de la Hermandad de Nuestra Señora de la Bella.

## Historia

### Antecedentes: el convento de San Francisco del Monte

Escudo de armas de la Orden de Frailes Menores franciscanos.

Las diversas crisis atravesadas por la Orden Franciscana en el siglo XIV (peste negra, Cisma de Occidente, Guerra de los Cien Años...) fueron el campo abonado sobre el que surgió la reforma de la Observancia. Ello provocó que en el siglo XV aumentara el establecimiento de conventos franciscanos en el valle del Guadalquivir y la costa de Huelva, como el Monasterio de La Rábida.
La primera presencia de la Orden Franciscana en el Señorío de Lepe llegó con la fundación de un convento hacia 1430-1431 por Francisco de Luján, cuyas paredes enteras todavía eran visibles en torno a 1776-1779. La ubicación de un convento en esta villa a mediados del siglo XV responde principalmente a motivos económicos y supone una muestra de su pujanza en esa época.
El convento, denominado de San Francisco del Monte o San Francisco el Viejo, fue abandonado en 1488, cuando sus frailes franciscanos fueron expulsados por causas desconocidas, aunque el historiador Abad Pérez apunta a diferencias con la población.

### El Convento de Santa María La Bella

#### Fundación y advocación
El nuevo convento fue fundado  en 1513 por Francisco de Zúñiga y Pérez de Guzmán y su esposa Leonor de Manrique, condes de Ayamonte, quizás como penitencia por la expulsión de los religiosos del anterior convento. En cualquier caso, el alzamiento del edificio se enmarca en el impulso constructivo de la Casa de Ayamonte en la primera mitad del siglo XVI en las villas de Lepe y Ayamonte. Esta casa había recibido el título de condado en 1475 por la reina Isabel I de Castilla y recibiría en 1521 la elevación a marquesado por el rey Carlos I de España, además de ser protectores de la Orden Franciscana: tenían sus enterramientos en la Casa Grande de San Francisco en Sevilla y en 1592 extendieron su patronazgo a toda la Provincia Bética Franciscana de Frailes Menores.
El lugar escogido para la edificación fue junto a la desembocadura del río Piedras, cerca de la Torre del Catalán y el puerto de El Terrón, con el objetivo de evangelizar y asistir espiritualmente a los pescadores de la zona. Previamente al desarrollo de la invocación de la Virgen del Carmen como abogada de pescadores y marineros a finales del siglo XVIII y su proclamación como patrona de la Armada Española en 1901, existían en la costa onubense diferentes advocaciones marineras de gran predicación popular: Angustias (Ayamonte), Bella (Lepe), Cinta (Huelva), Milagros (Palos de la Frontera), etc.

#### Peregrinaciones al convento

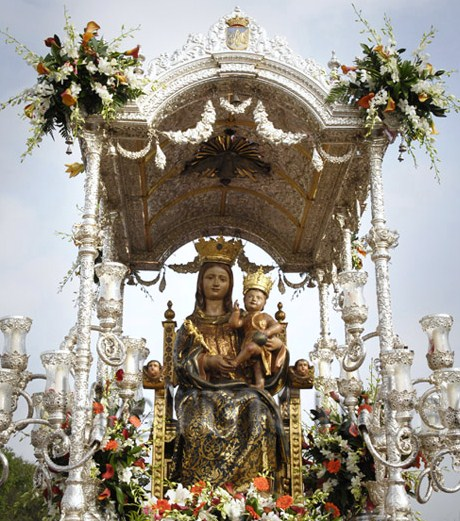
Imagen de la Virgen de la Bella.

La mayor prosperidad del convento se da en el XVII, coincidiendo con el auge económico de la villa, para a continuación vivir ambos un lento declive. Los conventos franciscanos tenían prohibido poseer tierras, por lo que dependían de las limosnas y era habitual la figura del fraile limosnero. Existe constancia de numerosas mandas testamentarias y donaciones dirigidas al convento entre los siglos XVII y XIX, fruto de la devoción a la imagen de Ntra. Sra. de la Bella allí custodiada, entre las que cabe destacar la del metalúrgico lepero Álvaro Alonso Barba. Por otro lado, frailes de este convento ejercían como predicadores cuaresmales en la Puebla de Guzmán, servicio por el que el Cabildo de dicha villa les pagaba entre quinientos (finales del XVII) y seiscientos (XVIII) reales. Es además citado en el siglo XVIII como un centro de peregrinación adonde continuamente acuden muchas gentes en romería y existen testimonios de la concurrencia de multitud de fieles en el Día de la Asunción o Fiesta de la Bella (15 de agosto), que en 1802 fueron más de cuatro mil. En comparación, la población de Lepe era de 2124 habitantes en 1787 según el censo de Floridablanca y de 2800 hacia 1826-1829 según el Diccionario Geográfico-Estadístico de Sebastián de Miñano.

#### Religiosos residentes en el convento

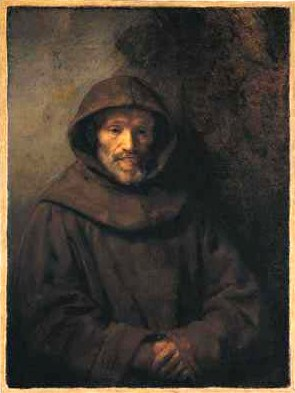
Un fraile franciscano, de Rembrandt.

En 1622 el visitador Rodrigo Caro lo define como muy religioso y afirma que constaba de doce sacerdotes, que gozaban de buena vida gracias a las numerosas donaciones que recibía el convento por la devoción popular a Ntra. Sra. de la Bella. A finales del siglo XVII se fundó en este convento el Colegio Apostólico de Misiones correspondiente a la provincia franciscana de la Bética, que fue posteriormente trasladado a la localidad de Arcos de la Frontera (Cádiz).
En 1750 alojaba diez religiosos, según el Catastro del Marqués de Ensenada. El Diccionario de Miñano menciona la existencia de dos conventos de frailes y uno de monjas en la villa de Lepe, que se corresponden con el convento de religiosos dominicos (Convento de Santa María de Gracia), el convento de San Francisco observantes extramuros (Convento de Santa María La Bella) y el convento de religiosas dominicas (Convento de La Piedad) mencionados en el siglo anterior por el Catastro de Ensenada. En 1768 el Capítulo Provincial publica un decreto de tasación con el objetivo de reducir el número de religiosos franciscanos, que en la provincia de la Bética debía pasar de 1151 a 950. No obstante, es tras la Guerra de Independencia cuando se acusa un mayor descenso en el número de religiosos franciscanos residentes en los conventos en el territorio de la provincia de Huelva, que pasó de 156 en 1808 a 44 en 1820. Ambos sucesos tienen efectos en el convento de Santa María La Bella.
| Número de religiosos del Convento de Santa María La Bella        |                                                                  |
| ---------------------------------------------------------------- | ---------------------------------------------------------------- |
| Gráfico no disponible temporalmente debido a problemas técnicos. |                                                                  |
|                                                                  | Gráfico no disponible temporalmente debido a problemas técnicos. |

### Desamortización y abandono

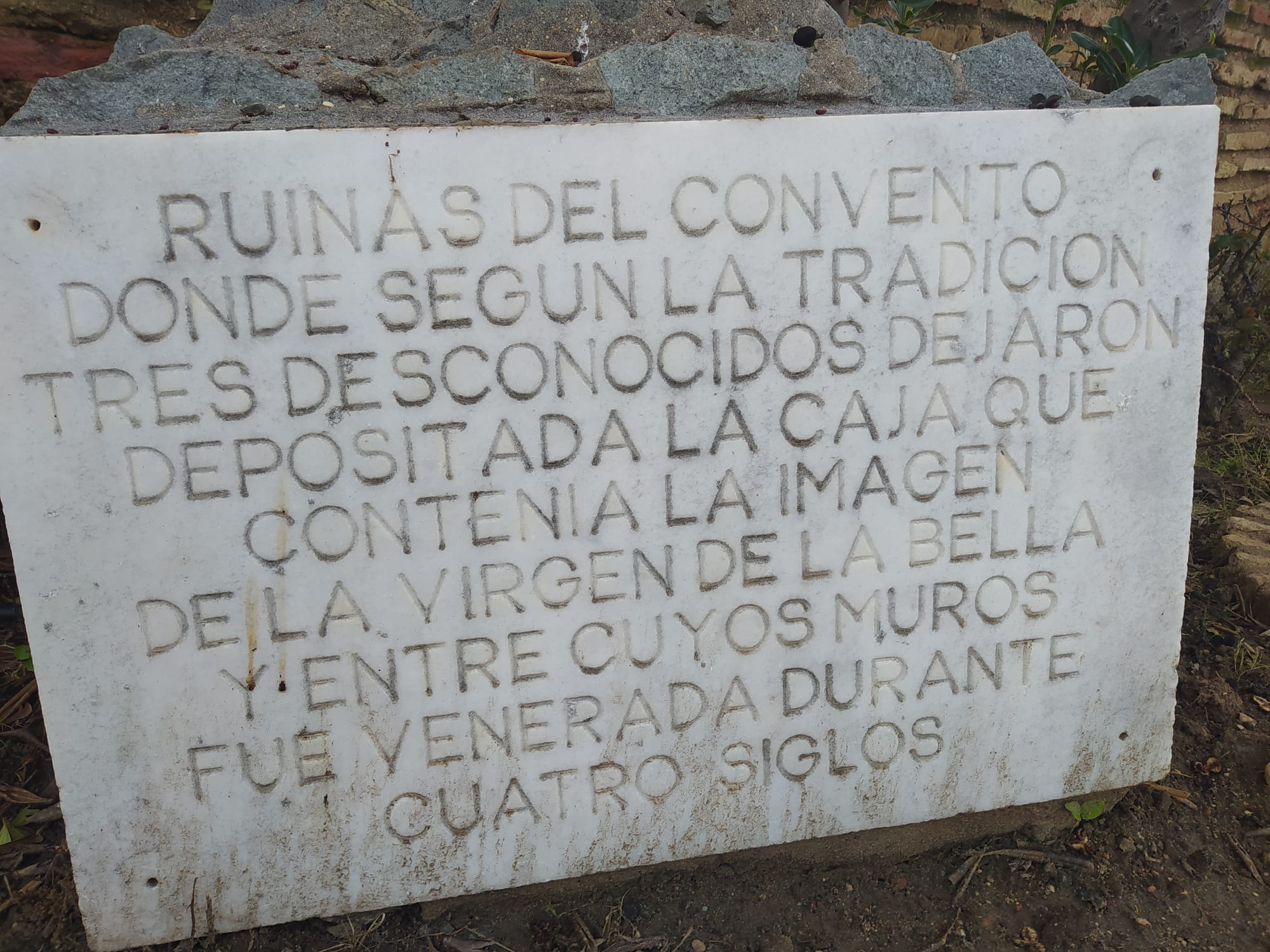
Placa conmemorativa ubicada junto a las ruinas

El 18 de noviembre de 1836 fue declarado en venta en virtud de la ley de 25 de julio de 1835 de Juan Álvarez Mendizábal. En 1847 constaba como vendido en el diccionario de Madoz, que también consignaba la desaparición del Convento de Santa María de Gracia El convento de la Bella fue adquirido por D. José Arroyo Bermúdez el 18 de abril de 1842 por 8000 reales y después abandonado hasta su destrucción, acelerada por la utilización del mármol del convento en la vivienda de los herederos de José Arroyo y de los ladrillos y maderas del mismo en las casas de la barriada de La Pendola de Lepe.
Tras la desamortización del convento, la imagen de la Virgen de la Bella fue trasladada a Lepe y la villa obtuvo permiso regio para celebrar en la villa una feria anual los días 14, 15 y 16 de agosto, que se sigue celebrando actualmente en las mismas fechas. En 1956 el ayuntamiento le concedió el título de Alcaldesa Honoraria y Perpetua de la villa por acuerdo unánime en sesión plenaria. La pandemia de COVID-19 obligó a la cancelación de estas fiestas en 2020, aunque se mantuvieron los cultos religiosos a excepción del traslado de la imagen desde su camarín hasta el altar mayor.

### Nuevas peregrinaciones en torno a las ruinas

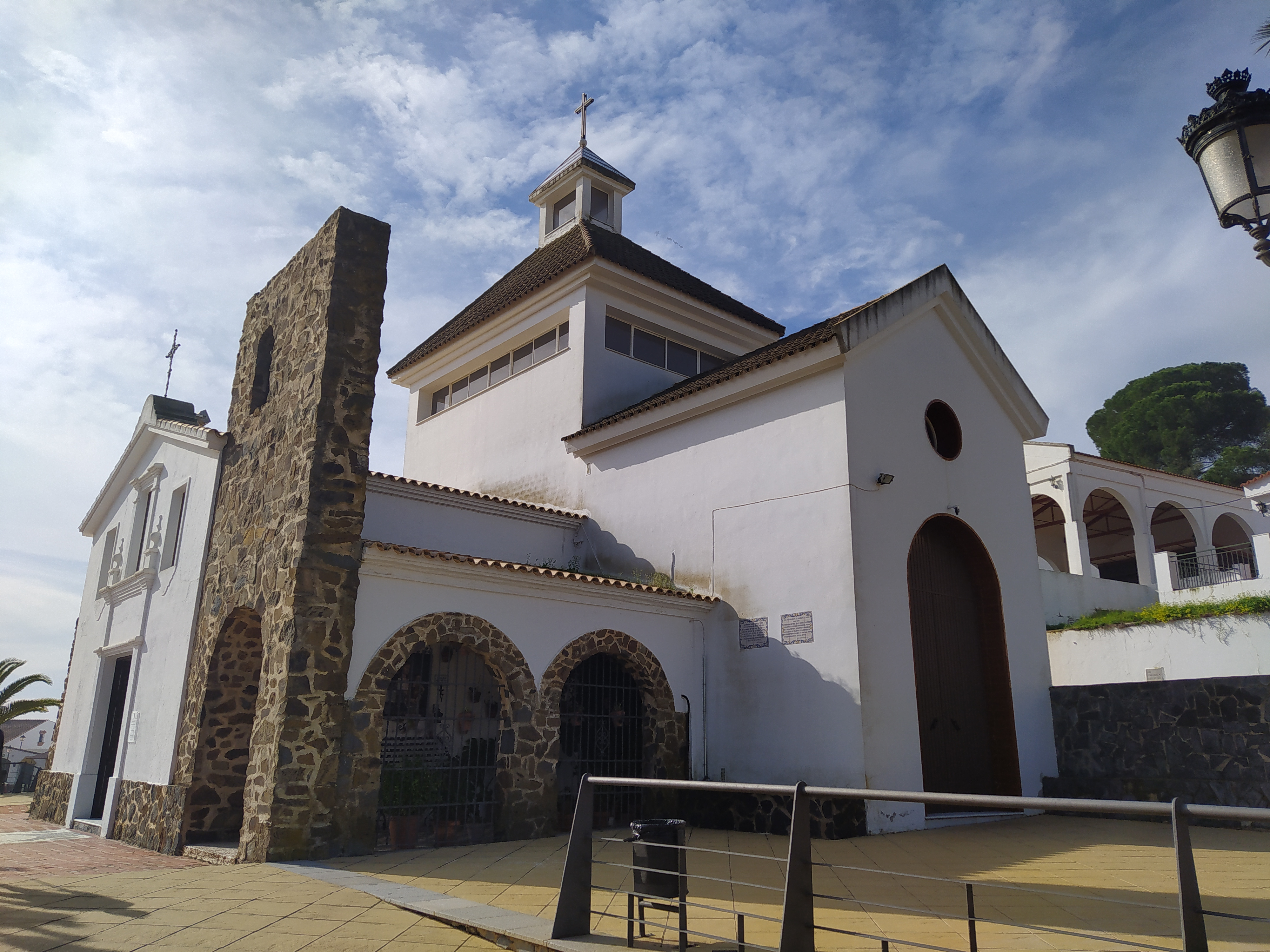
Ermita de la Bella, construida en el entorno de las ruinas del Convento de Santa María La Bella.

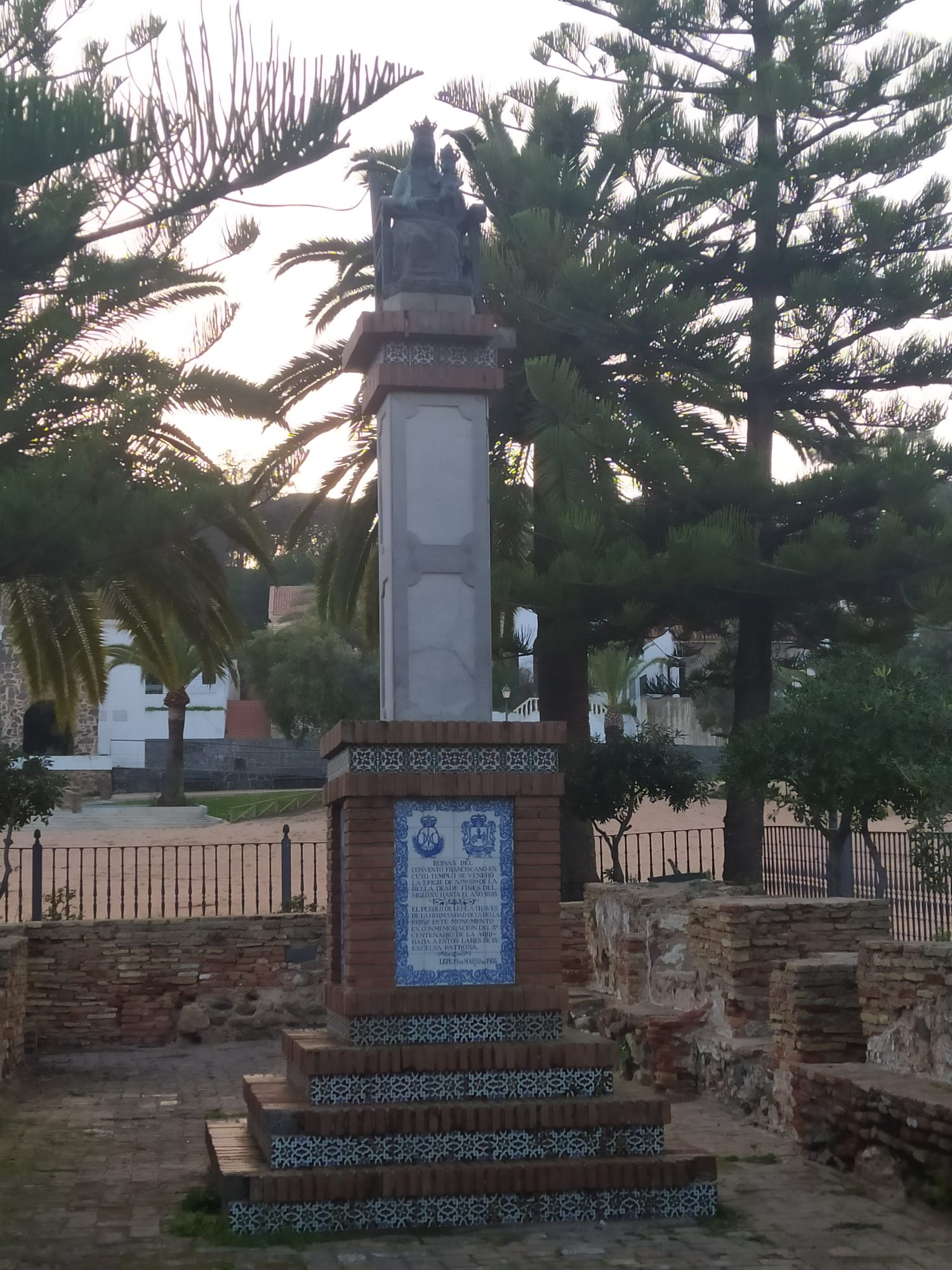
Monumento conmemorativo sobre las ruinas del Convento de Santa María La Bella.

En mayo de 1966, un grupo de jóvenes de Acción Católica organizó una jornada de convivencia junto a las ruinas del convento franciscano animados por el párroco de Lepe Manuel Gómez Orta. La convocatoria se difundió y la asistencia masiva de personas de Lepe a esta convivencia la convirtieron en la primera romería de dicho municipio del siglo XX. Ello provocó la construcción de la ermita de la Bella, inaugurada en 1968 por el Obispo de Huelva José María García de la Higuera, en las inmediaciones de las ruinas del convento. Entre los muros de las ruinas se inauguró el 19 de mayo de 1985 un monumento conmemorativo, obra del escultor lepero Francisco Rodríguez Aguaded.
En 2016 se celebró el 50.º Aniversario de la Romería de la Bella en su nuevo formato, que se sigue celebrando cada año el segundo domingo de mayo. La pandemia de COVID-19 de 2020 obligó a la suspensión de la romería de dicho año, por lo que se programaron actos alternativos en la ciudad de Lepe y se reforzó la vigilancia del entorno de las ruinas para evitar congregaciones.